# ۹۶۷ (میلادی)
۹۶۷ (میلادی) نهصد و شصت و هفتمین سال تقویم میلادی است.

## درگذشتگان
- احمد بن بویه از امرای آل بویه.

‎